# Flavius Vincentius
Flavius Vincentius est un homme politique romain de la fin du IVe siècle et du début du Ve siècle.
Préfet du prétoire des Gaules de 397 à 400, Vincentius est nommé consul pour l'année 401 pour l'Occident.

## Biographie
Vincentius est attesté pour la première fois dans un édit du Code théodosien du 5 juillet 395 sur le financement de l'entretien des bâtiments publics. Selon la Prosopographie de l'Empire romain tardif, il exerce peut-être alors les fonctions de vicaire.
De 397 à 400, Vincentius est à la tête de la préfecture du prétoire des Gaules, qui administre les provinces de Bretagne, des Gaules et d'Espagne. Il est de religion chrétienne et entretient des relations avec Martin de Tours. Il correspond aussi avec le sénateur païen Symmaque, qui lui écrit pour lui demander de venir en aide à ses agents pour acheter des chevaux en Espagne et de renouveler un contrat concédé par le prédécesseur de Vincentius, Theodorus,.
Vincentius est nommé consul pour l'année 401 par la cour de Milan aux côtés de Fravitta, consul nommé par l'Orient.